# Richard Laymer
Cette page contient des caractères spéciaux ou non latins. S’ils s’affichent mal (▯, ?, etc.), consultez la page d’aide Unicode.
« Richmeister » et « The Richmeister » redirigent ici. Pour les autres significations, voir Meister.
Richard Laymer, dit The Richmeister, est un personnage créé et joué par Rob Schneider pour l'émission télévisée américaine Saturday Night Live. Il apparaît pour la première fois dans un sketch diffusé le 19 janvier 1991 et connu comme The Reichmeister (Makin' copies!). Il devient un personnage récurrent de l'émission, apparaissant dans cinq autres sketchs, le dernier diffusé le 17 avril 1993. 
Salarié, Richard Laymer est le préposé à la reprographie. Son bureau est situé juste à côté du photocopieur. Mais ses collègues feignent de l'ignorer, préférant faire eux-mêmes les copies. Il s'efforce d'attirer successivement l'attention de chacun d'eux en les apostrophant alors qu'ils sont en train d'utiliser le photocopieur. Il s'adresse à chacun d'eux en les affublant d'une série de surnoms qu'il crée pour l'occasion. Pour ce faire, il s'inspire — très librement — de la dénomination des personnes en japonais. En effet, chacun des surnoms dont il affuble un même collège est composé de la première syllabe de son prénom — ou du diminutif de celui-ci — et d'un suffixe anglais — tel -man, -meister ou -ster — qu'il substitue au suffixe japonais さん (-san, en rōmaji).
Les linguistes s'accordent pour considérer que la notoriété du personnage de Richard Laymer auprès des téléspectateurs adolescents américains est à l'origine de la diffusion, au début des années 1990, de l'emploi des suffixes -meister et -ster pour former des surnoms aux États-Unis puis dans le reste du monde anglophone.